# Bankeryds distrikt
Bankeryds distrikt är ett distrikt i Jönköpings kommun och Jönköpings län. 
Distriktet ligger nordväst om Jönköping, vid Vättern. 

## Tidigare administrativ tillhörighet
Distriktet inrättades 2016 och utgörs av socknen Bankeryd i Jönköpings kommun.
Området motsvarar den omfattning Bankeryds församling hade vid årsskiftet 1999/2000.